# Druha Liha 2019-2020
La Druha Liha 2019-2020 è stata la 29ª edizione della terza serie del campionato ucraino di calcio. La stagione è iniziata il 27 luglio 2019 ed è stata sospesa il 18 marzo 2020 a causa della pandemia di COVID-19. Il 27 giugno successivo la stagione è stata definitivamente conclusa, tranne per gli spareggi promozione-retrocessione disputatisi ad agosto.

## Stagione

### Novità
Al termine della stagione 2018-2019 è retrocesso dalla Perša Liha 2018-2019 il Sumy.
Kobra Charkiv e Zirka, ritiratesi nel corso della passata stagione, si sono definitivamente sciolte. Sono salite, invece, in Perša Liha 2019-2020 Mynaj, Kremin' Kremenčuk e Čerkaščyna. Il Metalurh Zaporižžja, a seguito della mancata iscrizione in seconda serie dell'Arsenal Kiev, è stato ripescato.
Bukovyna Černivci e Nikopol', inizialmente retrocesse in quarta serie, sono state successivamente ripescate. Dalla quarta serie sono salite Užhorod, Al'jans Lypova Dolyna, Dinaz Vyšhorod e VPK-Ahro.
Il Myr Hornostajivka e il Sumy non si sono iscritte a questa edizione del campionato.
Hanno infine preso parte a questa stagione le seconde squadre di Čornomorec', Mykolaïv, Avanhard Kramators'k e Obolon'-Brovar.

### Formula
Le 22 squadre sono suddivise in due gironi da undici squadre ciascuno. Le prime due classificate di ciascun girone, saranno promosse in Perša Liha. Le due terze classificate, disputeranno lo spareggio promozione-retrocessione contro la terzultima e la quartultima classificata della Perša Liha 2019-2020.
Il 12 giugno 2020, il comitato esecutivo della UAF ha modificato il format del campionato: non vi sarà più retrocessione diretta per le ultime due classificate della Perša Liha 2019-2020, bensì queste ultime disputeranno lo spareggio promozione-retrocessione contro le terze classificate della Druha Liha.
Le ultime classificate di ciascun girone, retrocedono nelle divisioni regionali.

## Classifiche

### Girone A
|       | Pos. | Squadra                    | Pt | G  | V  | N | P  | GF | GS | DR  |
| ----- | ---- | -------------------------- | -- | -- | -- | - | -- | -- | -- | --- |
|       | 1.   | Nyva Ternopil'             | 41 | 20 | 12 | 5 | 3  | 27 | 12 | +15 |
|       | 2.   | Polіssja Žytomyr           | 39 | 20 | 11 | 6 | 3  | 28 | 11 | +17 |
|       | 3.   | Veres Rivne                | 36 | 20 | 11 | 3 | 6  | 34 | 23 | +11 |
|       | 4.   | Dinaz Vyšhorod             | 31 | 20 | 9  | 4 | 7  | 27 | 24 | +3  |
|       | 5.   | Kaluš                      | 29 | 20 | 8  | 5 | 7  | 26 | 20 | +6  |
|       | 6.   | Podillja                   | 29 | 20 | 8  | 5 | 7  | 23 | 25 | -2  |
|       | 7.   | Čajka Petropav. Borščahiv. | 26 | 20 | 7  | 5 | 8  | 25 | 21 | +4  |
|       | 8.   | Bukovyna Černivci          | 20 | 20 | 6  | 2 | 12 | 25 | 36 | -11 |
|       | 9.   | Nyva Vinnycja              | 20 | 20 | 5  | 5 | 10 | 22 | 28 | -6  |
|       | 10.  | Užhorod                    | 19 | 20 | 5  | 4 | 11 | 19 | 36 | -17 |
| [ 3 ] | 11.  | Obolon'-Brovar 2           | 16 | 20 | 4  | 4 | 12 | 18 | 38 | -20 |

Legenda:
      Promosso in Perša liha 2020-2021.
  Partecipa allo spareggio promozione-retrocessione.
Note:
Tre punti a vittoria, uno a pareggio, zero a sconfitta.
In caso di arrivo di due o più squadre a pari punti, la graduatoria verrà stilata secondo la classifica avulsa tra le squadre interessate.

### Girone B
|       | Pos. | Squadra                | Pt | G  | V  | N | P  | GF | GS | DR  |
| ----- | ---- | ---------------------- | -- | -- | -- | - | -- | -- | -- | --- |
|       | 1.   | VPK-Ahro               | 48 | 20 | 15 | 3 | 2  | 47 | 15 | +32 |
|       | 2.   | Krystal Cherson        | 47 | 20 | 15 | 2 | 3  | 47 | 17 | +30 |
|       | 3.   | Al'jans Lypova Dolyna  | 47 | 20 | 15 | 2 | 3  | 51 | 12 | +39 |
|       | 4.   | Hirnyk Kryvyj Rih      | 33 | 20 | 10 | 3 | 7  | 33 | 22 | +11 |
|       | 5.   | Enerhija Nova Kachovka | 25 | 20 | 6  | 7 | 7  | 25 | 26 | -1  |
|       | 6.   | Nikopol'               | 24 | 20 | 6  | 6 | 8  | 22 | 24 | -2  |
|       | 7.   | Mykolaïv-2             | 23 | 20 | 5  | 8 | 7  | 18 | 32 | -14 |
|       | 8.   | Tavrija                | 17 | 20 | 5  | 2 | 13 | 12 | 32 | -20 |
|       | 9.   | Real Farma Odessa      | 16 | 20 | 4  | 4 | 12 | 10 | 38 | -28 |
|       | 10.  | Avanhard Kramators'k 2 | 14 | 20 | 3  | 5 | 12 | 15 | 37 | -22 |
| [ 3 ] | 11.  | Čornomorec'-2          | 13 | 20 | 3  | 4 | 13 | 17 | 42 | -25 |

Legenda:
      Promosso in Perša liha 2020-2021.
  Partecipa allo spareggio promozione-retrocessione.
Note:
Tre punti a vittoria, uno a pareggio, zero a sconfitta.
In caso di arrivo di due o più squadre a pari punti, la graduatoria verrà stilata secondo la classifica avulsa tra le squadre interessate.

## Spareggio promozione-retrocessione
|                       | Risultati |                       | Luogo e data               |
| --------------------- | --------- | --------------------- | -------------------------- |
| Veres Rivne           | 2 - 0     | Čerkaščyna            | Mlyniv, 16 agosto 2020     |
| Čerkaščyna            | 1 - 1     | Veres Rivne           | Ščaslyve, 20 agosto 2020   |
|                       |           |                       |                            |
| Metalurh Zaporižžja   | 0 - 2     | Al'jans Lypova Dolyna | Zaporižžja, 16 agosto 2020 |
| Al'jans Lypova Dolyna | 1 - 0     | Metalurh Zaporižžja   | Sumy, 20 agosto 2020       |